# Jacques-Christophe Valmont de Bomare
Jacques-Christophe Valmont de Bomare, né le 17 novembre 1731 à Rouen et mort le 24 août 1807 à Paris, est un naturaliste français, connu notamment pour avoir donné une encyclopédie en 6 volumes prépondérante dans l’histoire naturelle des années 1760, le Dictionnaire raisonné universel d’histoire naturelle.

## Biographie
Il est le fils de Jacques François Valmont de Bomare, avocat au parlement de Rouen, et de Marie Rose Chantin. Sa famille est très pieuse: son parrain est un prêtre, sa sœur Reine Angélique Valmont de Bomare devient religieuse au couvent des Bénédictines de Bellefonds à Rouen en 1768.
Il commence ses études chez les jésuites de sa ville natale et fait de rapides progrès dans la langue grecque. Son père le destine au barreau mais les inclinations du jeune Valmont le portent à l’étude de la nature. Il commence par apprendre l’anatomie sous le chirurgien en chef de l’Hôtel-Dieu de Rouen, Claude-Nicolas Le Cat, et s’adonne ensuite à la pharmacie et à la chimie. Monté, en 1750, à Paris, il devient marchand épicier et se marie en 1754 avec Jeanne Madeleine Houdry, fille d'un limonadier devenu épicier. De leur union naissent deux enfants: Charles Christophe en 1756 et Abraham Claude en 1762. Devenu veuf en 1780, il se remarie en 1792 avec Marie Catherine Jobar.
Il noue des relations avec Buffon, Daubenton, Réaumur, Nollet, Rouelle, D'Holbach, D'Alembert et Diderot, qui l’aideront à suivre la carrière à laquelle il se destinait, il se consacre, pendant plusieurs années, à l’étude des sciences naturelles. Il nourrit pour ce domaine une telle passion qu’il conçoit dès ce moment l’idée de donner des cours d’histoire naturelle. Il communique ce projet au marquis d’Argenson, alors ministre de la Guerre, qui lui donne la commission de voyager au nom du gouvernement.
Valmont visite les principaux cabinets de l’Europe, examine les ateliers métalliques, les gisements des mines et la profondeur de leurs excavations, pour rassembler les éléments et les matériaux de ses leçons. Il propose à son retour, en 1756, un cours sur les différentes branches de l’histoire naturelle, cours renouvelé jusqu’en 1788. En 1767, il devient membre de la Société royale d’agriculture de Paris. En 1769, il accepte la direction du cabinet de physique et d’histoire naturelle du prince de Condé à Chantilly.

Son premier ouvrage est le Catalogue d’un cabinet d’histoire naturelle, ébauche du Dictionnaire universel d’histoire naturelle (1764), auquel l’Europe fait le meilleur accueil, sans nouvelle approche, mais avec le mérite de la clarté et de la compréhension, à propos duquel Michaud a écrit : 

« On doit à la publication de ce Dictionnaire la marche rapide de l’histoire naturelle. Il a singulièrement contribué à en propager le goût et l’étude. Il a servi de type à tous les ouvrages de ce genre qui ont paru depuis, sans que leurs auteurs aient payé à Valmont de Bomare le tribut de reconnaissance qu’ils lui devaient. Son livre a sur les leurs le mérite de l’unité ; il est dicté par le même esprit : sa pensée, toujours noble, toujours hardie, porte le cachet de la loyauté, d’une sage philosophie. S’il lui échappa quelques erreurs, elles sont moins de son fait que de celui de son temps. Il a débrouillé le chaos ; il a ouvert la marche, il a imprimé le mouvement ; et sans lui, nous attendrions peut-être encore les découvertes importantes qui ont signalé l’aurore du dix-neuvième siècle. Ceux qui sont venus après lui sont bien loin d’avoir rendu les mêmes services. Leurs dictionnaires sont verbeux ; les articles n’y sont point en harmonie les uns avec les autres ; et en général, les objets microscopiques y occupent une place disproportionnée avec les êtres les plus grands de la création. »

Il se rend en Laponie et en Islande, fait une exacte description des volcans de ce dernier pays et rassemble dans l’un et dans l’autre de précieux matériaux, avec lesquels il revient à Paris. Ses résultats sont bien accueillis par les savants et les érudits, si bien que le 16 juillet 1756, il ouvre un cours sur les différentes branches d’histoire naturelle qu’il professe pendant trente-deux ans, jusqu’en  1788. Ceux-ci répandent bientôt le goût de l’histoire naturelle et celui des voyages destinés à l’étude de la nature. C'est en 1763 qu’il fait paraître son Traité de minéralogie suivi, en 1764, du Dictionnaire d’histoire naturelle, ouvrage qui fut traduit dans presque toutes les langues.
Un grand nombre de sociétés savantes, dont les académies de Caen, de La Rochelle et de Rouen, l’admirent dans leur sein. Il eut même de pressantes invitations pour donner des cours en Russie et au Portugal mais il refusa toutes ces offres, ne pouvant se résoudre à quitter son pays. En 1793, il fut appelé à l’Institut comme membre associé et, peu après, il fut nommé professeur d’histoire naturelle à l’École centrale et censeur des études au lycée Charlemagne, fonctions qu’il remplit avec le plus grand zèle jusqu’à sa mort. Il fut inhumé au cimetière du Père-Lachaise.
Une rue de Rouen porte son nom.

## Publications
- Catalogue d’un cabinet d’histoire naturelle, Paris, 1758.
- Extrait nomenclateur du système complet de minéralogie, Paris, 1759.
- Minéralogie, ou Nouvelle exposition du règne minéral, Paris, 1761-1762.
- Dictionnaire raisonné universel d’histoire naturelle, t. 1 abeille - chungar, Paris, Didot, 1764-1768, 644 p. (lire en ligne) ; Tome 2, t. ciboule - hétich, 659 p. (lire en ligne) ; Tome 3, t. hibou - nymphe, 606 p. (lire en ligne) ; Tome 4, t. oaille - rhyncolithes, 659 p. (lire en ligne) ; Tome 5, t. riche - zygene, 716 p. (lire en ligne). « Nouvelle édition, revue & considérablement augmentée par l’Auteur » chez Brunet, Paris, 1775, neuf volumes.